# Kamerun
Kamerun var mellem 1884 og 1918 en tysk koloni i det vestlige Afrika (i det nuværende Cameroun), beliggende mellem Guineabugten og Tchadsøen og grænsende mod nord vest til de britiske kolonier Nord- og Sydnigeria, mod øst til Fransk Kongo, mod syd til Fransk Kongo og den spanske koloni Rio Muni. Arealet udgjorde 495.600 km2. Kolonien havde i 1908 omkring 3 mio. indbyggere, hvoraf 1.128 europæere.
Kameruns vigtigste by var Duala, men guvernøren residerede i Buea på Kamerunbjerget. Missionsvæsenet var stærkt udviklet: vigtigst var Baselmissionsselskabet, som tillige bedrev handel og plantagedrift. Regeringsskoler fandtes i Duala, Viktoria, Garua (i Adamaua).
Kameruns kystområde blev taget i besiddelse af Tyskland i 1884. Allerede i december samme år måtte en tysk eskader nedslå et indfødt oprør, og næsten årligt var krigstog mod dem nødvendiga. Her under udbredtes det tyske styre stadig længere ind i landet, så at det i 1901 tillige omfattede Adamaua og Tsadområdet som inkorporerede områder. Derved blev det nødvendigt at ved en serie aftaler regulere grænserne mod de tilgrænsende engelske og franske koloniområder, således sluttedes grænseaftaler med England den 16. juli 1906 og med Frankrig den 18. april 1908.
Kamerun var en handels- og plantagekoloni, dog var de europæiske anlæg længe begrænsede til kystområdet eller til de egne, som let kunne nås fra kysten. Hele det tilplantede areal udgjorde i 1906 8.700 ha, hvoraf 93 % lå i distriktet Buea syd for Kamerunbjerget. Den vigtigste kulturplante var kakao, men desuden dyrkedes især kautsjuk (Kickxia africana) og i mindre grad andre vækster. Man forsøgte at dyrke muskotnød, peber, sisalagaver og teak. Hæmmende for udviklingen var dels den knappe tilgang til indfødte arbejdere i det tyndt befolkede landet, dels de vanskelige kommunikationsforhold.
Imidlertid var handelen med udlandet år for år voksende og udgjorde i 1907 i import 17,3 mio. tyske mark og i export 15,9 mio. mk (hvoraf med Tyskland hhv 71,8 % og 84,9 %). De vigtigste eksportvarer var kautsjuk (7,64 mio. mk), palmekerner og palmeolie (4,18 mio.), kakao (2,7 mio.) og elfenben (l,07 mio.).
Af poststationer havde Kamerun i begyndelsen af 1907 i alt 26, desuden 3 telegraf- og telefoncentraler. En jernbane blev anlagt fra Bonaberi ved floden Kamerun mod nordøst over Manengubabjerget (40 km var færdige i 1908), med fortsættelse til Tchad, og en anden fra Duala mod sydøst til den sejlbare del af Njong-floden.
Forvaltningen blev forestået af en guvernør med underhørende embedsmænd. Ved hans side stod et råd af de højeste embedsmænd og tre repræsentanter for handelsfirmaer i landet. Retsvæsenet blev udøvet af en tysk dommer med støtte fra ansete høvdinge. Beskyttelsestropperne udgjorde i 1909 1.470 mand (af disse var omkring hundrede europæere).
Budgettet for 1909-1910 omfattede udgifter og indkomster for 12,18 mio. mk. Tilskuddet fra den tyske stat var 2,27 mio. mk.